# 131
131 (CXXXI) var ett normalår som började en söndag i den julianska kalendern.

## Händelser

### Okänt datum
- Kejsar Hadrianus låter börja bygga staden Aelia Capitolina där Jerusalem ligger.
- Praetorediktet kodifieras definitivt av Salvius Julianus på Hadrianus order. Denna förändring innebär att senatens bestämmelser mera blir en bekräftelse av kejsarens påbud (oratio principis).
- Det kejserliga rådet reorganiseras, varvid den centrala administrationen förstärks och administrativa positioner anförtros till riddare enligt ett mycket strikt hierarkisystem.
- Under reorganisationen utesluts den romerska senaten från kontroll över statens affärer.
- Hadrianus återupprättar Claudius och Domitianus monarkistiska politik. Equestrianorden får fullt laglig status och blir högst i rang inom staten, näst kejsaren.
- Italien delas upp i distrikt skötta av konsuler, ett direkt slag mot senatens makt och prestige.
- Hadrianus utfärdar ett edikt som förbjuder omskärelse. Dessutom förbjuder han, med hot om dödsstraff, offentlig läsning av Torah, liksom utövandet av högtidsriter, såsom sabbaten, utlärandet av judisk rätt och utnämnandet av rabbiner.

## Födda
- Galenos, grekisk-romersk läkare och anatom